# Piotr Papaj
Piotr Papaj (ur. 19 sierpnia 1992) – polski piłkarz ręczny, lewoskrzydłowy, od 2013 zawodnik Wybrzeża Gdańsk.
Wychowanek Vive Kielce, występował w drugim zespole tego klubu. W sezonie 2010/2011, w którym rozegrał w barwach Vive II Kielce 20 meczów i zdobył 171 goli, został królem strzelców II ligi. W sezonie 2011/2012, w którym rzucił 138 bramek, zajął 9. miejsce w klasyfikacji najlepszych strzelców II ligi. W 2012 trafił do AZS-u Czuwaj Przemyśl. W sezonie 2012/2013 rozegrał w jego barwach w Superlidze 28 meczów i zdobył 49 goli.
W 2013 został zawodnikiem Wybrzeża Gdańsk. W sezonie 2013/2014 grał w I lidze, a w sezonie 2014/2015 w Superlidze. W sezonie 2015/2016, w którym rozegrał 26 spotkań i rzucił 107 bramek, należał do czołowych strzelców Wybrzeża w I lidze. W sezonie 2016/2017 pauzował z powodu kontuzji barku. W sezonie 2017/2018 rozegrał w Superlidze 23 mecze i zdobył 59 goli. W sezonie 2018/2019 wystąpił w 36 spotkaniach, w których rzucił 83 bramki.
Występował w reprezentacji Polski B. W grudniu 2015 uczestniczył w turnieju towarzyskim w Kielcach (w trzech meczach rzucił sześć goli), w kwietniu 2016 wystąpił w spotkaniu z Norwegią B, a w czerwcu 2016 zagrał w dwóch meczach sparingowych z Hiszpanią B (21:24; 25:31), zdobywając jedną bramkę.

## Osiągnięcia
Indywidualne
- Król strzelców II ligi: 2010/2011 (171 bramek; Vive II Kielce)[1]